# Eurychone rothschildiana
Eurychone rothschildiana är en orkidéart som först beskrevs av O'brien, och fick sitt nu gällande namn av Rudolf Schlechter. Eurychone rothschildiana ingår i släktet Eurychone och familjen orkidéer. Inga underarter finns listade i Catalogue of Life.